# Metropolitní město Messina
Metropolitní město Messina (Città metropolitana di Messina) je italský správní celek druhé úrovně v autonomní oblasti Sicílie. Vznikl ze stejnojmenné provincie 4. srpna 2015. Na severu její břehy omývá Tyrhénské moře, na východě Messinská úžina a na jihovýchodě Iónské moře. Sousedí na západě s metropolitním městem Palermo a na jihu s volným sdružením obcí Enna a s metropolitním městem Catania.

## Geografie
Součástí metropolitního města jsou i Liparské ostrovy.
Území metropolitního města je převážně hornaté kromě oblastí kolem vodních toků. Největší nížiny jsou mezi Milazzem a Barcellona Pozzo di Gotto. Čtvrtina až třetina populace žije v konurbaci města Messina a okolních obcí.
Pohoří Monti Peloritani (až 1300 m n. m.) a Monti Nebrodi (až 1900 m n. m.) jsou přirozeným pokračováním Apenin na Sicílii.

## Okolní provincie
| Růžice kompasu |         |                            |                                         | Růžice kompasu |
| Růžice kompasu | Palermo | Sever                      | Reggio Calabria (přes Messinskou úžinu) | Růžice kompasu |
| Růžice kompasu | Palermo | Metropolitní město Messina | Reggio Calabria (přes Messinskou úžinu) | Růžice kompasu |
| Růžice kompasu | Palermo | Jih                        | Reggio Calabria (přes Messinskou úžinu) | Růžice kompasu |
| Růžice kompasu | Enna    | Catania                    |                                         | Růžice kompasu |